# Граї
Гра́ї (грец. Graiai) — сестри й вартові горгон. Гесіод описує двох (Пефредо й Еніо) вродливих, але сивоволосих жінок. Автори V ст. до н. е. згадують ще третю Граю — Дейно. Зображували їх із сивим волоссям, із спільними на трьох одним зубом та одним оком, якими вони користувалися по черзі. Персей, розшукуючи Медузу, викрав у них око й зуб і повернув після того, як Граї показали йому шлях до німф, у яких були крилаті сандалі, мішок і шапка-невидимка.